# Герцик, Екатерина Иосифовна
Екатерина Иосифовна Герцик (1926-?) — советский передовик производства в сельском хозяйстве. Герой Социалистического Труда (1966).

## Биография
Родилась 8 марта 1926 года в Тверской области в рабочей семье.
До начала Великой Отечественной войны училась в школе. С 1942 года после смерти родителей и двух братьев погибших на фронте начала работать в Омском совхозе — учётчицей молока, а затем, вплоть до 1948 года — бригадиром на ферме.
С 1948 года — доярка фермы «Центральная» совхоза имени Володарского Лужского района Ленинградской области.
С 1957 года  надой от коров у Е. И. Герцик превысил 4000 килограммов молока и с каждым годом надои только увеличивались. 7 марта 1960 года Указом Президиума Верховного Совета СССР «за трудовое отличие» Е. И. Герцик была награждена Орденом Трудового Красного Знамени.
В 1965 году бригада Е. И. Герцик надоила по 5156 килограммов молока от каждой коровы. 22 марта 1966 года Указом Президиума Верховного Совета СССР «за достигнутые успехи в развитии животноводства, увеличении производства и заготовок молока» Екатерина Иосифовна Герцик была удостоена звания Героя Социалистического Труда с вручением Ордена Ленина и золотой медали «Серп и Молот».
В 1968 году добилась увеличения удоев до 6700 килограммов молока от одной коровы. Являясь наставником молодёжи, обучила своему мастерству более 20 молодых доярок. Трудилась в совхозе до выхода на заслуженный отдых.
Помимо основной деятельности Е. И. Герцик избиралась депутатом Лужского городского Совета народных депутатов и была членом Ленинградского обкома КПСС.
Жила в Лужском районе Ленинградской области.

## Награды
- Медаль «Серп и Молот» (22.03.1966)
- Орден Ленина (22.03.1966)
- Орден Трудового Красного Знамени (7.03.1960)
- Медаль «За доблестный труд в Великой Отечественной войне 1941—1945 гг.»